# Абу (посёлок)
Абу (яп. 阿武町 Абу-тё:) — посёлок в Японии, находящийся в уезде Абу префектуры Ямагути. Площадь посёлка составляет 116,07 км², население — 3487 человек (1 августа 2014), плотность населения — 30,04 чел./км².

## Географическое положение
Посёлок расположен на острове Хонсю в префектуре Ямагути региона Тюгоку. С ним граничит город Хаги.

## Население
Население посёлка составляет 3487 человек (1 августа 2014), а плотность — 30,04 чел./км². Изменение численности населения с 1980 по 2005 годы:
| 1980 | 6272 чел. |  |
| 1985 | 5994 чел. |  |
| 1990 | 5457 чел. |  |
| 1995 | 4910 чел. |  |
| 2000 | 4555 чел. |  |
| 2005 | 4101 чел. |  |

## Символика
Деревом посёлка считается коричник камфорный, цветком — Hymenanthes.